# Фосфобензен
Фосфобензен (IUPAC: фосфірин) — гетероциклічна сполука, аналог піридину з атомом фосфору в циклі.
Фосфобензен — безбарвна рідина, відносно стійка на повітрі.

## Історія відкриття
Першим з похідних фосфобензену був синтезований 2,4,6-трифенілфосфорин. У 1966 році Gottfried Märkl отримав цю сполуку реакцією відповідної солі пірилію із синтетичним аналогом фосфіну (P(CH2OH)3 чи P(SiMe3)3).
Незаміщений фосфобензен було отримано в 1971 році.

## Структура та властивості
Картина дифракції електронів вказує, що фосфобензен — планарна молекула з високим ступенем ароматичності (88 % від ароматичності бензену). Високий ступінь ароматичності, найімовірніше, є результатом відносно близьких електронегативностей фосфору (2,1) та карбону (2,5).  Довжина зв'язків P-C 0,173 нм, а С-С зв'язки мають довжину близько 0,140 нм.
Хоч фосфобензен та піридин й схожі структурно, фосфобензен є набагато менш основним pKa C5H5PH+  становить −16,1, а для C5H5NH+ вона рівна 5,2. Метиллітій реагує з фосфобензеном по атому фосфору, на противагу реакції по позиції 2 піридинового ядра.
Фосфобензен вступає в типові реакції електрофільного заміщення ароматичних гетероциклів: бромування, ацилювання і подібні.

### Координаційна хімія
Фосфобензен може виступати як P-донорний ліганд у комплексах металів, у тому числі відомо комплекси дифосфоаналогів біпіридину. Фосфобензен також може утворювати п-комплекси, зокрема V(η6-C5H5P)2.